# Tony Sylva
Tony Mario Sylva (Guédiawaye, Senegal, 17. svibnja 1975.) je senegalski umirovljeni nogometni vratar i bivši nacionalni reprezentativac. Većinu sportske karijere, Sylva je proveo u Francuskoj.

## Karijera

### Klupska karijera
Tony Sylva je nogometnu karijeru započeo 1993. u AS Monacu s kojim je 2000. osvojio francusko prvenstvo a 2004. je bio rezervni vratar u finalu Lige prvaka protiv Porta. Poslije tog finala, vratar je kao slobodan igrač 8. lipnja prešao u Lille. U novom klubu je branio četiri sezone te je s njime 2005. bio nacionalni viceprvak (iza Lyona).
U srpnju 2008. Sylva potpisuje dvogodišnji ugovor za turski Trabzonspor a vrijednost transfera je iznosila 950.000 GBP. Tehnički, vratar je imao još godinu dana važeći ugovor s Lilleom te je prijevremeno napustio klub na temelju 17. članka Websterovog pravila. Ondje je branio sve do kraja sezone 2009./10.

### Reprezentativna karijera
Za senegalsku reprezentaciju, Tony Sylva je branio od 1999. do 2010. U tom razboblju je nastupio na četiri Afrička Kupa nacija (2002., 2004., 2006. i 2008.) te Svjetskom prvenstvu 2002. Najveći reprezentativna uspjeh ostvario je 2002. na Afričkom Kupu nacija gdje je Senegal stigao do finala u kojem je poražen od Kameruna. Iste godine je s reprezentacijom nastupao na Svjetskom prvenstvu u Južnoj Koreji i Japanu. Ondje je Senegal senzacionalno pobijedio Francusku koja je bila branitelj naslova. Sama reprezentacija je dogurala do četvrtfinala gdje je poražena od Turske koja je kasnije osvojila broncu.

## Osvojeni trofeji

### Klupski trofeji
| Klub        | Trofej              | Sezona / godina |
| Francuska   | Francuska           | Francuska       |
| ----------- | ------------------- | --------------- |
| AS Monaco   | Francusko prvenstvo | 1999./00.       |
| Turska      |                     |                 |
| Trabzonspor | Turski kup          | 2010.           |

### Reprezentativni trofeji
| Turnir             | Trofej | Godina |
| ------------------ | ------ | ------ |
| Afrički Kup nacija | Srebro | 2002.  |

## Vanjske poveznice
- National Football Teams.com
- FIFA.com  Arhivirana inačica izvorne stranice od 5. studenoga 2012. (Wayback Machine)